# Séry-Magneval
Pour les articles homonymes, voir Sery.
Séry-Magneval est une commune française située dans le département de l'Oise, en région Hauts-de-France.

## Géographie
Les communes limitrophes sont Orrouy, Béthancourt-en-Valois, Crépy-en-Valois, Duvy, Feigneux, Glaignes et Rocquemont.

### Hydrographie

#### Réseau hydrographique
La commune est située dans le bassin Seine-Normandie. Elle est drainée par la rivière Sainte-Marie, le ru des Taillandiers et le ruisseau Baybelle,,.
La rivière Sainte-Marie, d'une longueur de 11 km, prend sa source dans la commune de Auger-Saint-Vincent et se jette  dans l'Automne à Orrouy, après avoir traversé cinq communes. 

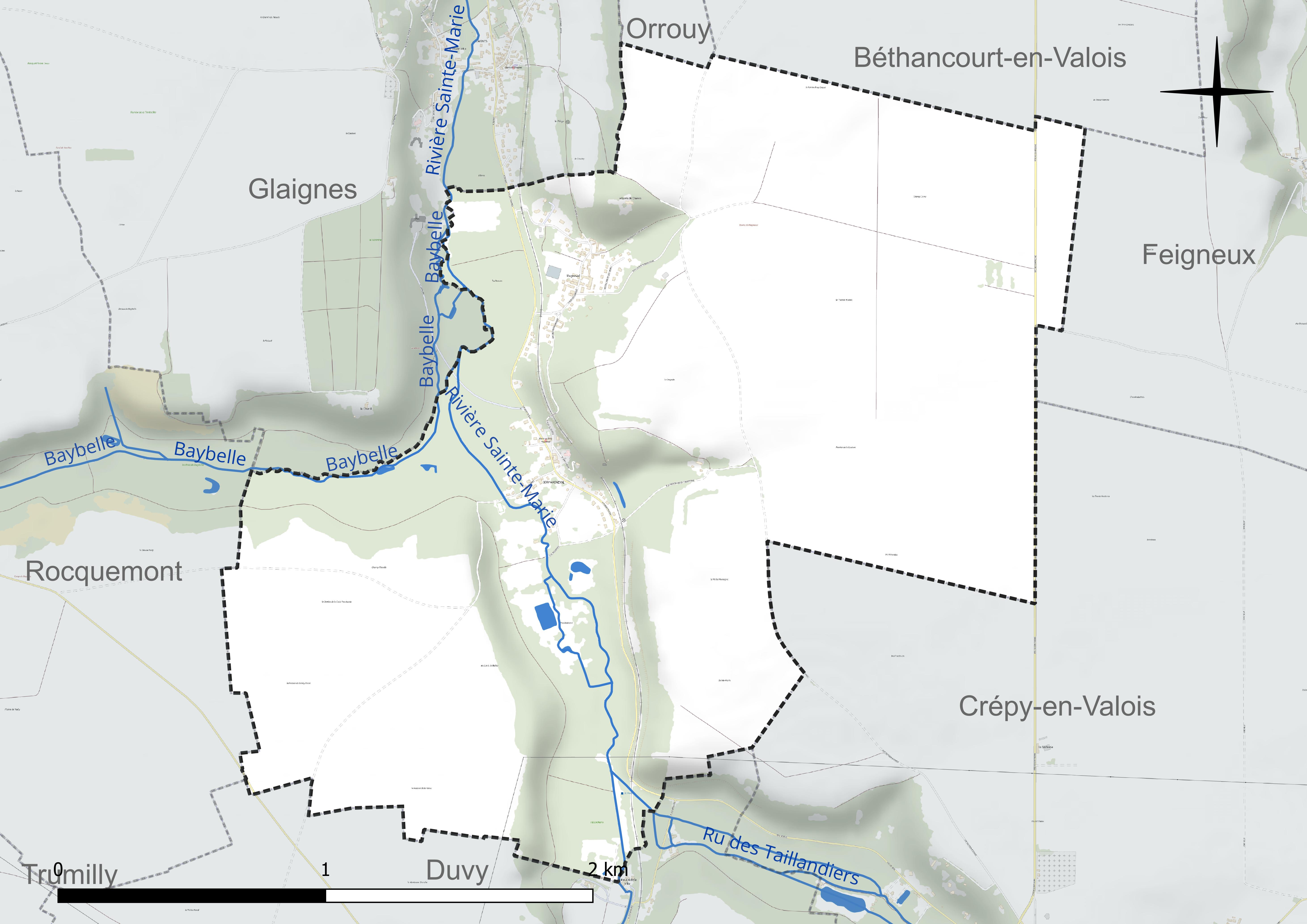
Réseau hydrographique de Séry-Magneval.

#### Gestion et qualité des eaux
Le territoire communal est couvert par le schéma d'aménagement et de gestion des eaux (SAGE) « Sensée ». Ce document de planification concerne un territoire de 287 km2 de superficie, délimité par le bassin versant de l'Automne. Le périmètre a été arrêté le 28 mai 1996 et le SAGE proprement dit a été approuvé le 16 décembre 2003 puis révisé le 10 mars 2016. La structure porteuse de l'élaboration et de la mise en œuvre est le syndicat d'aménagement et de gestion des eaux du Bassin Automne (S.A.G.E.B.A). 
La qualité des cours d'eau peut être consultée sur un site dédié géré par les agences de l'eau et l'Agence française pour la biodiversité. 

### Climat
Pour des articles plus généraux, voir Climat des Hauts-de-France et Climat de l'Oise.
En 2010, le climat de la commune est de type climat océanique dégradé des plaines du Centre et du Nord, selon une étude du CNRS s'appuyant sur une série de données couvrant la période 1971-2000. En 2020, Météo-France publie une typologie des climats de la France métropolitaine dans laquelle la commune est exposée à un climat océanique altéré et est dans la région climatique  Nord-est du bassin Parisien, caractérisée par un ensoleillement médiocre, une pluviométrie moyenne régulièrement répartie au cours de l'année et un hiver froid (3 °C). 
Pour la période 1971-2000, la température annuelle moyenne est de 10,7 °C, avec une amplitude thermique annuelle de 15,1 °C. Le cumul annuel moyen de précipitations est de 731 mm, avec 11,3 jours de précipitations en janvier et 8,4 jours en juillet. Pour la période 1991-2020, la température moyenne annuelle observée sur la station météorologique la plus proche, située sur la commune de Margny-lès-Compiègne à 19 km à vol d'oiseau, est de 11,2 °C et le cumul annuel moyen de précipitations est de 633,5 mm,. Pour l'avenir, les paramètres climatiques de la commune estimés pour 2050 selon différents scénarios d'émission de gaz à effet de serre sont consultables sur un site dédié publié par Météo-France en novembre 2022.

## Urbanisme

### Typologie
Au 1er janvier 2024, Séry-Magneval est catégorisée commune rurale à habitat dispersé, selon la nouvelle grille communale de densité à sept niveaux définie par l'Insee en 2022.
Elle est située hors unité urbaine. Par ailleurs la commune fait partie de l'aire d'attraction de Paris, dont elle est une commune de la couronne,. 

### Occupation des sols
L'occupation des sols de la commune, telle qu'elle ressort de la base de données européenne d'occupation biophysique des sols Corine Land Cover (CLC), est marquée par l'importance des territoires agricoles (73,2 % en 2018), en diminution par rapport à 1990 (74,7 %). La répartition détaillée en 2018 est la suivante : 
terres arables (68 %), forêts (24,2 %), zones agricoles hétérogènes (5,1 %), zones urbanisées (2,6 %). L'évolution de l'occupation des sols de la commune et de ses infrastructures peut être observée sur les différentes représentations cartographiques du territoire : la carte de Cassini (XVIIIe siècle), la carte d'état-major (1820-1866) et les cartes ou photos aériennes de l'IGN pour la période actuelle (1950 à aujourd'hui).

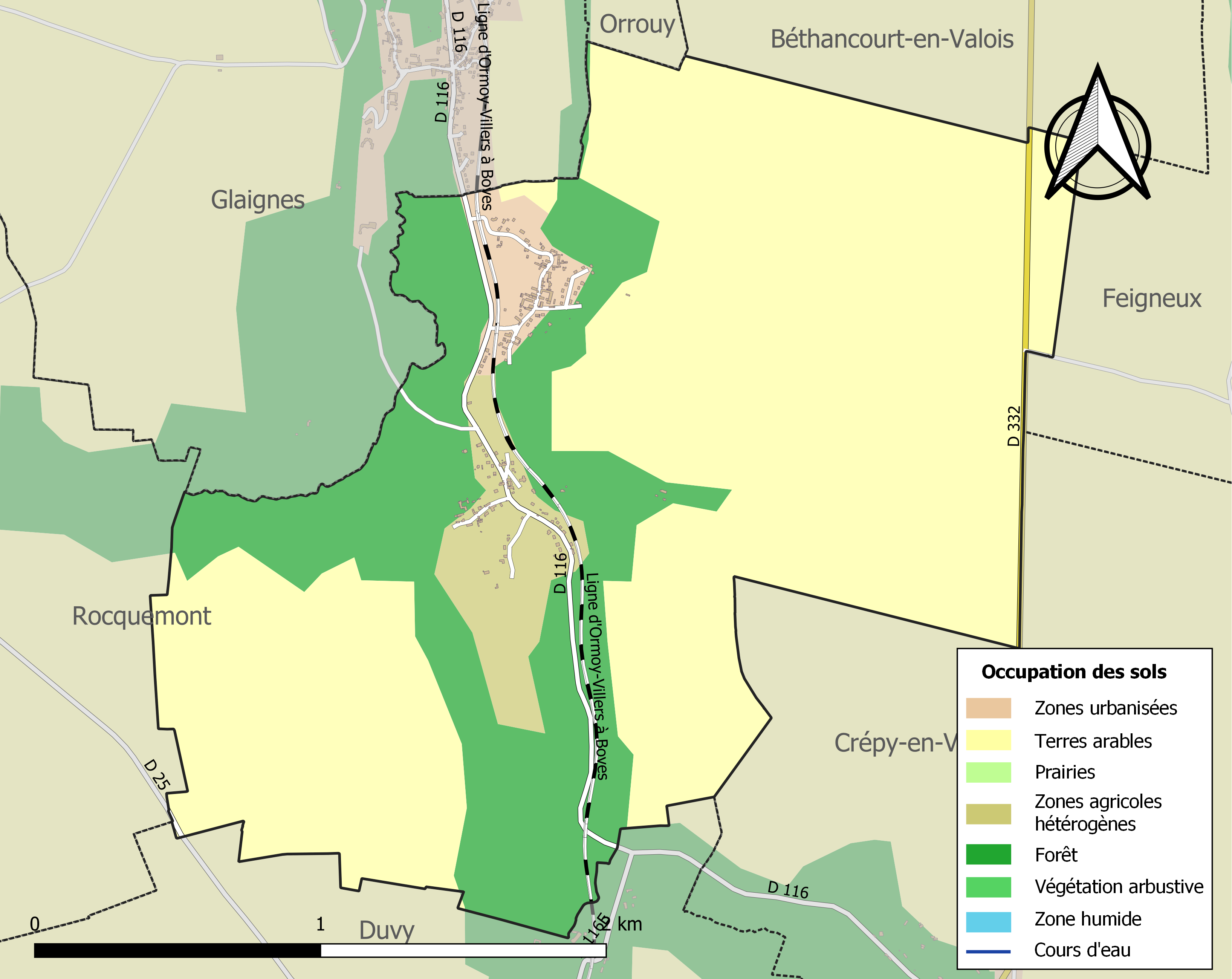
Carte des infrastructures et de l'occupation des sols de la commune en 2018 (CLC).

### Voies de communication et transports
La commune est desservie, en 2023, par les lignes 656 et 6441 du réseau interurbain de l'Oise.

## Toponymie
Le nom de la localité est attesté sous les formes Theobaldus de seri (vers 1195) ; Ingerranum de seri (vers 1200) ; Seriacum (1213) ; de Seriaco (1215) ; Ingeranum de Sery (1223) ; Seryacum (1248) ; Seri (XIIIe) ; Sery (1374) ; la ville de Sery (1458) ; Cery (1470) ; Sery en valois pres Crespy (1557) ; Sery (1667) ; Séry-en-Valois (XIXe) ; Séry-Magneval (1840).

Magneval, ancien hameau de la commune, est attesté sous les formes Magni vallis (XIe) ; de Magna valle (XIIe) ; Mennevallis (1201) ; Mengnival (1212) ; Magnavallis (1270) ; Maigneval (1450) ; la ville de Mengneval (1458) ; Moineval (1540) ; Morgeval (1667) ; Magneval (1764).

## Politique et administration
| Période                                  | Période  | Identité          | Étiquette | Qualité                       |
| ---------------------------------------- | -------- | ----------------- | --------- | ----------------------------- |
| Les données manquantes sont à compléter. |          |                   |           |                               |
| 28 mai 2020                              | En cours | Bernard Levasseur |           | élue pour le mandat 2020-2026 |

## Population et société

### Démographie

#### Évolution démographique
L'évolution du nombre d'habitants est connue à travers les recensements de la population effectués dans la commune depuis 1793. Pour les communes de moins de 10 000 habitants, une enquête de recensement portant sur toute la population est réalisée tous les cinq ans, les populations de référence des années intermédiaires étant quant à elles estimées par interpolation ou extrapolation. Pour la commune, le premier recensement exhaustif entrant dans le cadre du nouveau dispositif a été réalisé en 2006.

En 2022, la commune comptait 272 habitants, en évolution de −4,23 % par rapport à 2016 (Oise : +0,87 %, France hors Mayotte : +2,11 %).
| 1793 | 1800 | 1806 | 1821 | 1831 | 1836 | 1841 | 1846 | 1851 |
| ---- | ---- | ---- | ---- | ---- | ---- | ---- | ---- | ---- |
| 192  | 233  | 228  | 217  | 243  | 247  | 202  | 215  | 238  |

| 1856 | 1861 | 1866 | 1872 | 1876 | 1881 | 1886 | 1891 | 1896 |
| ---- | ---- | ---- | ---- | ---- | ---- | ---- | ---- | ---- |
| 205  | 188  | 176  | 184  | 168  | 256  | 172  | 186  | 191  |

| 1901 | 1906 | 1911 | 1921 | 1926 | 1931 | 1936 | 1946 | 1954 |
| ---- | ---- | ---- | ---- | ---- | ---- | ---- | ---- | ---- |
| 188  | 178  | 183  | 169  | 150  | 127  | 122  | 94   | 143  |

| 1962 | 1968 | 1975 | 1982 | 1990 | 1999 | 2006 | 2011 | 2016 |
| ---- | ---- | ---- | ---- | ---- | ---- | ---- | ---- | ---- |
| 134  | 136  | 189  | 222  | 215  | 269  | 292  | 294  | 284  |

| 2021 | 2022 | - | - | - | - | - | - | - |
| ---- | ---- | - | - | - | - | - | - | - |
| 276  | 272  | - | - | - | - | - | - | - |

#### Pyramide des âges
La population de la commune est relativement jeune.
En 2018, le taux de personnes d'un âge inférieur à 30 ans s'élève à 35,8 %, soit en dessous de la moyenne départementale (37,3 %). À l'inverse, le taux de personnes d'âge supérieur à 60 ans est de 22,3 % la même année, alors qu'il est de 22,8 % au niveau départemental.
En 2018, la commune comptait 151 hommes pour 130 femmes, soit un taux de 53,74 % d'hommes, largement supérieur au taux départemental (48,89 %).
Les pyramides des âges de la commune et du département s'établissent comme suit.
| Hommes | Classe d’âge | Femmes |
| ------ | ------------ | ------ |
| 0,0    | 90 ou +      | 0,0    |
| 6,2    | 75-89 ans    | 3,2    |
| 15,5   | 60-74 ans    | 19,9   |
| 23,7   | 45-59 ans    | 26,9   |
| 16,9   | 30-44 ans    | 16,4   |
| 22,4   | 15-29 ans    | 15,1   |
| 15,3   | 0-14 ans     | 18,6   |

| Hommes | Classe d’âge | Femmes |
| ------ | ------------ | ------ |
| 0,5    | 90 ou +      | 1,4    |
| 5,5    | 75-89 ans    | 7,6    |
| 15,6   | 60-74 ans    | 16,3   |
| 20,8   | 45-59 ans    | 20     |
| 19,4   | 30-44 ans    | 19,4   |
| 17,6   | 15-29 ans    | 16,2   |
| 20,6   | 0-14 ans     | 19,1   |

## Lieux et monuments

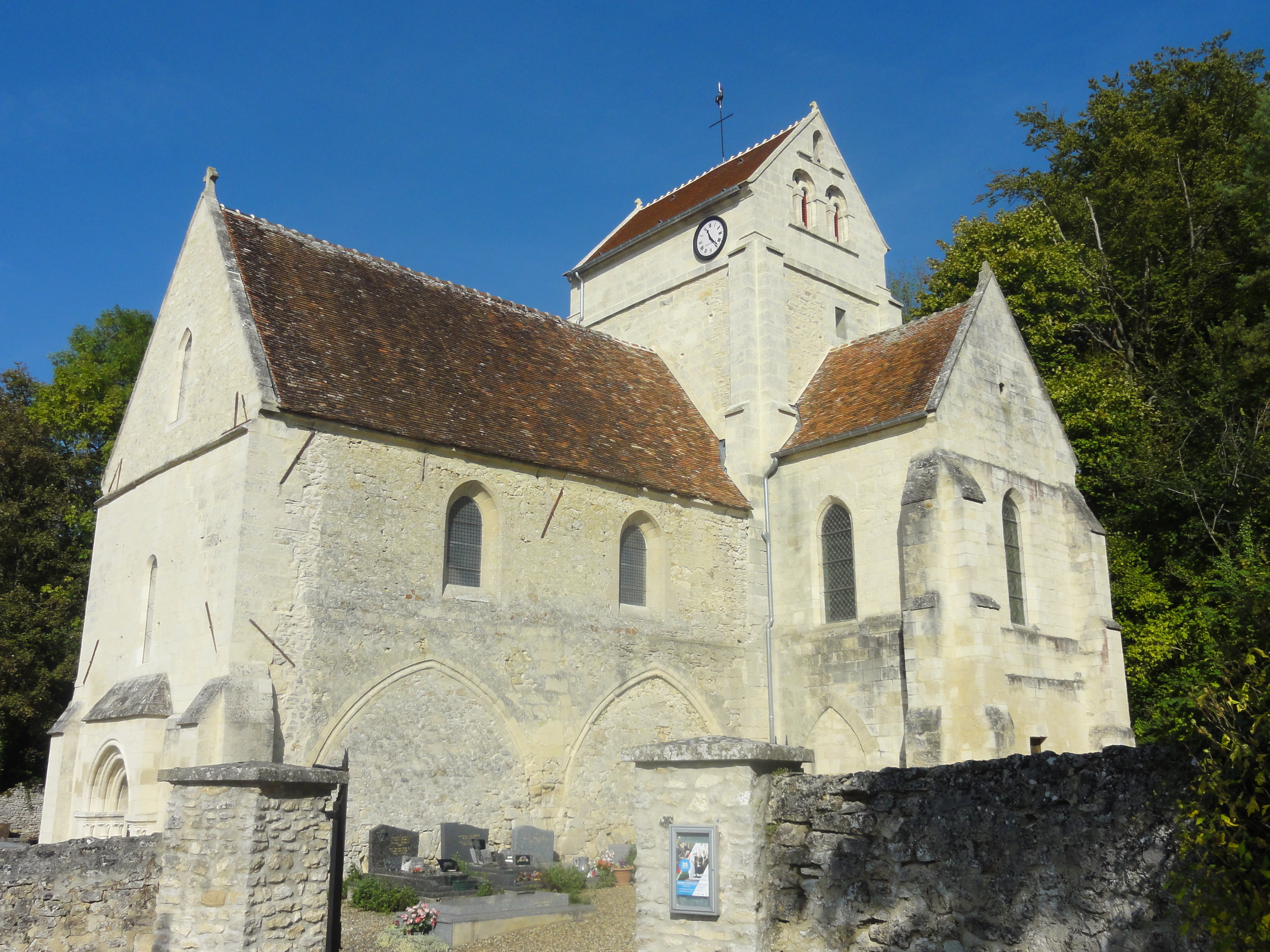
Vue depuis le sud-ouest.

Séry-Magneval ne compte aucun monument historique classé ou inscrit sur son territoire.
- Église Saint-Pierre-et-Saint-Michel, à Séry, rue Saint-Pierre : implantée à flanc de coteau et entourée encore de son cimetière, Elle se compose d'une nef romane de deux travées exhaussée à la fin du XIIe siècle, et d'un transept et d'un chœur bâtis au début du XIIIe siècle dans le style gothique. L'église surprend par son caractère élancé, rare pour une église de dimensions aussi restreintes, et les croisillons s'ouvrent par de curieux arcs-doubleaux outrepassés. Le chœur, qui remplace sans doute une abside en hémicycle, offre l'un des nombreux exemples d'un chevet plat éclairés par un triplet dans la région. Les bas-côtés ont disparu à une époque indéterminée, et le clocher a malheureusement été arasé au XIXe siècle, puis couvert par une bâtière perpendiculaire au vaisseau central. L'édifice n'est pas inscrit ou classé aux monuments historiques[28]. À la suite d'un programme de travaux établi en 2006, elle a bénéficié d'une restauration totale, qui s'est achevée en 2014.